# Ensival

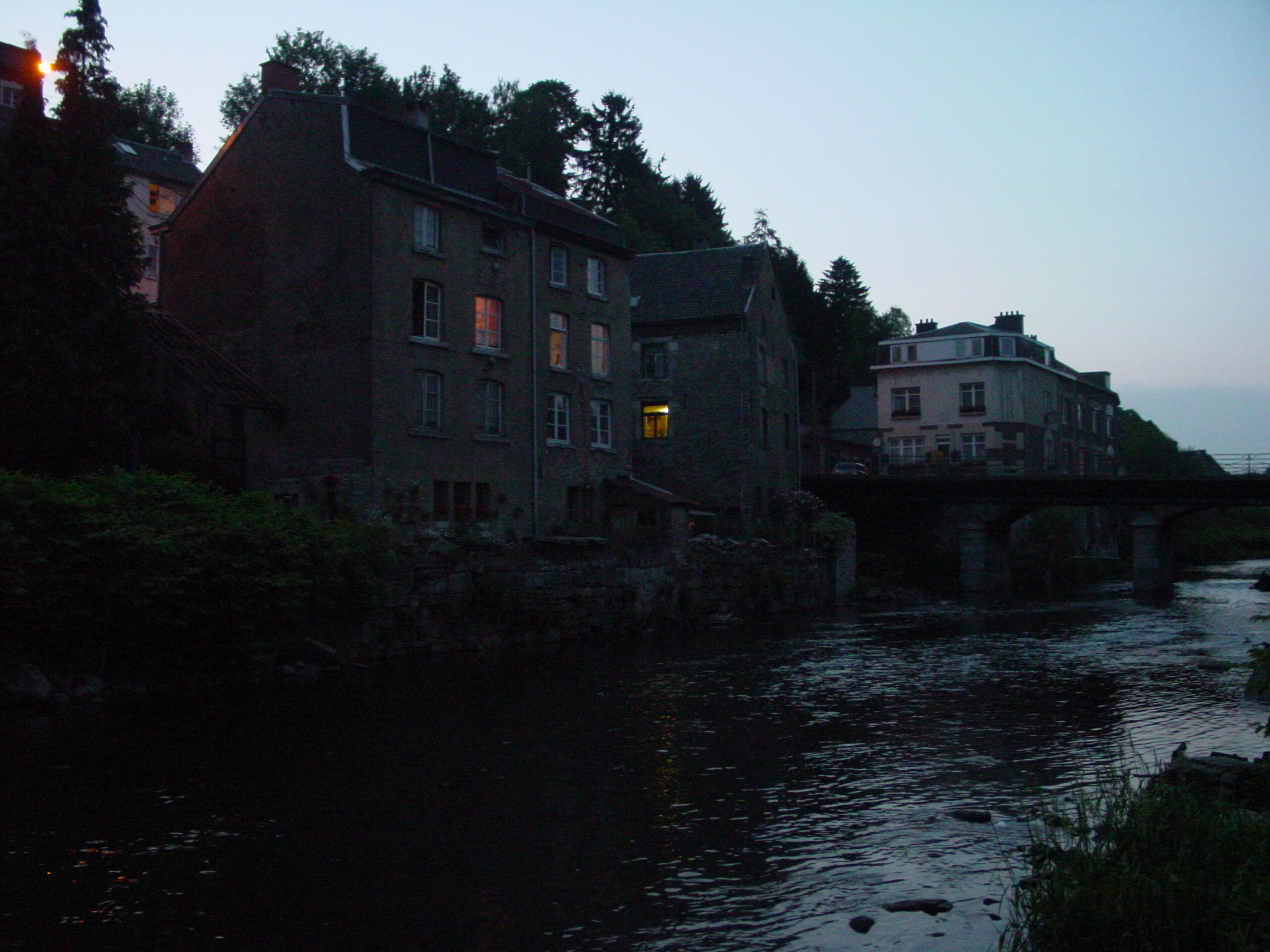
Brug over de Vesder in Ensival

Ensival is een plaats en deelgemeente van de Belgische stad Verviers. Ensival ligt in de provincie Luik in het dal van de rivier de Vesder. Ensival was tot 1 januari 1977 een zelfstandige gemeente

## Geschiedenis
Ensival behoorde, tot de Luikse Revolutie, tot het prinsbisdom Luik en ressorteerde onder de hoogbanken (rechtbanken) van Verviers en Theux. In 1562 was het water van de Vesder zo gezwollen dat het de houten brug van Ensival volledig meesleurde.
Doordat Ensival gelegen is in het dal van de Vesder vestigde zich daar vanaf de 17e eeuw, net zo als in het nabijgelegen Verviers, textiel- en papierindustrie. Deze industrie verbruikt namelijk erg veel water. 
De kerk Notre-Dame de l’Assomption werd in 1860 gebouwd op de plaats van een kleinere kerk die uit het begin van de 17e eeuw stamde.

## Demografische ontwikkeling
- Bronnen:NIS, Opm:1831 tot en met 1970=volkstellingen, 1976= inwoneraantal op 31 december

## Bekende personen
- kluizenaars van Ensival, 17e-18e eeuw
- Joseph Dupont (1839–1890), dirigent
- Henri Buttgenbach (1874–1967), geoloog en mineraloog
- Léon Debatisse (1899 - 1974), politicus en syndicalist

Deelgemeenten: Ensival · Heusy · Lambermont · Petit-Rechain · Stembert

Overige plaatsen: Au-Bois · Beau-Vallon · Francomont · Halleur · Hodimont · Mangombroux · Tribomont (deels)

Belgische gemeenten · arrondissement Verviers · provincie Luik · Wallonië